# Prix Jean-Jacques-Moreau
Le prix Jean-Jacques Moreau vise à récompenser « des chercheuses ou chercheurs en mathématiques de la décision et optimisation ».

## Description
Le prix est créé en 2019 par la SMAI et la SMF avec le parrainage de l'Académie des sciences pour honorer la mémoire de Jean-Jacques Moreau, mathématicien et mécanicien français disparu en 2014. Il est attribué tous les deux ans et d'un montant de 3 000 euros.
Les candidats doivent avoir moins de 45 ans au 1er janvier de l'année de l'attribution et doivent avoir publié dans des revues internationales du domaine de l'optimisation et de la décision. Le prix est réservé aux mathématiciens exerçant en France depuis trois ans au moins au 1er janvier de l'année d'attribution du prix ; aucune condition de nationalité n'est requise.

## Lauréats
- 2023 : Jérôme Malick, directeur de recherche au CNRS au Laboratoire Jean Kuntzmann (LJK) à Grenoble, pour « ses résultats novateurs sur l'exploitation de la géométrie en optimisation non-lisse [qui] ont révélé des connexions entre plusieurs domaines, et ont permis le développement de nouvelles méthodes pour traiter des problèmes industriels[2]. »
- 2021 : Filippo Santambroggio[3], professeur à l'université Claude Bernard Lyon 1 et membre de l'Institut Camille Jordan, « pour ses travaux sur l'optimisation en dimension infinie, ses contributions au transport optimal et aux jeux à champs moyens. Filippo Santambrogio est à l'origine de l'application de la théorie du transport optimal à de nombreux domaines, notamment : modèles d'irrigation, de congestion, de mouvement de foules[4]... »
- 2019 : Francis Bach, chercheur INRIA au département d'informatique de l'École normale supérieure, « qui, par ses contributions scientifiques a su créer des liens scientifiquement très féconds entre les communautés d’optimisation (et notamment, d’optimisation convexe) et d’apprentissage automatique (ou « machine learning ») et faire émerger des nouvelles thématiques de recherche[5]. »